# Rudolph Rothe
Rudolph Rothe, född 12 oktober 1802 i Köpenhamn, död där 30 januari 1877, var en dansk trädgårdsmästare. Han var far till Tyge Rothe.
Rothe kom vid 16 års ålder i lära hos slottsträdgårdsmästare Petersen i Frederiksbergs slottsträdgård, blev därefter elev i Rosenborgs slottsträdgård avlade 1821 trädgårdsmästarexamen. Efter att under två år ha varit medhjälpare i Botanisk Have avlade han botanisk trädgårdsmästarexamen. Åren 1824–1827 företog han en resa genom Tyskland, Österrike, Ungern, Schweiz, Norditalien, Frankrike och Nederländerna. Efter hemkomsten utgav han Udtog af en Dagbog over Gartneri och anställdes som privatsekreterare hos greve Adam Wilhelm Moltke på Bregentved; hans första större arbete på landskapsarkitekturens område föreligger från denna tid i form av Planer til Forskønnelsesanlæg paa Bregentved. År 1833 blev han slottsträdgårdsmästare på Fredensborgs slott, vars park då var kraftigt eftersatt. Han nedlade ett mycket omfattande arbete på att omforma den enligt landskapsarkitektonisk stil. Han förestod även omläggningen av flera privata trädgårdar, Marienlyst slotts trädgård samt företog betydande utgallringar i Jægersborgs djurgård, varigenom han åter visade sin blick för verkningsfulla och tilltalande vyer. År 1841 företog han med statsunderstöd en resa i England och Skottland för att bekanta sig med parkerna där. Till följd av författningsreformen 1849 indrogs ämbetet som slottsträdgårdsmästare vid Fredensborg, men han erhöll ett nytt ämbete som inspektör vid de offentliga lustträdgårdarna. År 1853 utgav han Landskabsgartneriske Betragtninger over Danmark, 1835 blev han medlem av examenskommissionen för trädgårdsmästare och hade stort inflytande på dåtidens examensreform. Han var medstiftare av den 1830 bildade första danska trädgårdsföreningen, sedermera Kongelige danske Haveselskab och ordförande för Gartnernes hjælpeforening 1868–1877.

## Utmärkelser
- Riddare av Dannebrogorden,  1842[1]
- Dannebrogsmännens hederstecken,  1867[1]

[Redigera Wikidata]